# لخضر والبيروقراطية (فلم)
لخضر والبيروقراطية هو فيلم جزائري من إخراج عبد القادر مرباح.
قصة الفيلم تتركز على طالب يقرر الالتحاق بمسابقة وطنية لتقديم أفكار لمكافحة ظاهرة البيروقراطية والمشاركة فيها وعليه توجب على لخضر الطالب وهو الدور الذي جسده لخضر بوخرص التصدي للبيروقراطية فقط ليقدم ملف المشاركة في المسابقة بعد الإعلان عنها في الإذاعة الوطنية، ليسافر متجها نحو العاصمة، لكنه يسقط بدوره في البيروقراطية بمجرد وصوله إلى المركز المخصص، فيصبح متابعا من طرف الشرطة متورطا مع اللصوص·
- سيناريو : عيسى شريط و لمين مرباح
- مدير التصوير :
- إخراج : عبد القادر مرباح
- المنتج المنفذ : أمين إنتاج

## الممثلون
- لخضر بوخرص الحاج لخضر
- ليندة سلام خيرة
- مدني مسلم
- فريدة كريم
- مراد شعبان
- فريد كسايسية
- حميد عاشوري الحاجب - taxieur
- بختة بن ويس
- منال تواتي
- محمد بسام
- فوزي صايشي
- أمين عبدلي
- مراد خان
- أنيسة زروفي
- عمر ثايري
- فتيحة نسرين
- محمد طابق - الفكاهي حرودي - حــميتي الشارف